# Piper oculatispicum
Piper oculatispicum är en pepparväxtart som beskrevs av William Trelease. Piper oculatispicum ingår i släktet Piper och familjen pepparväxter. Inga underarter finns listade i Catalogue of Life.